# Tanzánia a 2013-as úszó-világbajnokságon
Tanzánia három úszóval vett részt a 2013-as úszó-világbajnokságon, akik hat versenyszámban indultak.

## Úszás
Férfi
| Versenyző         | Verseny                  | Selejtező | Selejtező | Elődöntő          | Elődöntő          | Döntő             | Döntő             |
| Versenyző         | Verseny                  | Idő       | Helyezés  | Idő               | Helyezés          | Idő               | Helyezés          |
| ----------------- | ------------------------ | --------- | --------- | ----------------- | ----------------- | ----------------- | ----------------- |
| Ammaar Ghadiyali  | 100 méteres gyorsúszás   | 59.96     | 78        | Nem jutott tovább | Nem jutott tovább | Nem jutott tovább | Nem jutott tovább |
| Ammaar Ghadiyali  | 200 méteres gyorsúszás   | 2:15.28   | 69        | Nem jutott tovább | Nem jutott tovább | Nem jutott tovább | Nem jutott tovább |
| Hilal Hemed Hilal | 50 méteres gyorsúszás    | 25.64     | 74        | Nem jutott tovább | Nem jutott tovább | Nem jutott tovább | Nem jutott tovább |
| Hilal Hemed Hilal | 50 méteres pillangóúszás | 28.25     | 71        | Nem jutott tovább | Nem jutott tovább | Nem jutott tovább | Nem jutott tovább |

Női
| Versenyző   | Verseny               | Selejtező | Selejtező | Elődöntő          | Elődöntő          | Döntő             | Döntő             |
| Versenyző   | Verseny               | Idő       | Helyezés  | Idő               | Helyezés          | Idő               | Helyezés          |
| ----------- | --------------------- | --------- | --------- | ----------------- | ----------------- | ----------------- | ----------------- |
| Mariam Foum | 50 méteres gyorsúszás | 29.86     | 66        | Nem jutott tovább | Nem jutott tovább | Nem jutott tovább | Nem jutott tovább |
| Mariam Foum | 50 méteres mellúszás  | 38.21     | 68        | Nem jutott tovább | Nem jutott tovább | Nem jutott tovább | Nem jutott tovább |